# Amâncio Fortes
Amâncio José Pinto Fortes (ur. 18 kwietnia 1990 w Luandzie) – angolski piłkarz występujący na pozycji pomocnika w luksemburskim klubie Jeunesse Esch. Posiada także portugalski paszport.